# Bob Backlund
Bob Backlund, właśc. Robert Louis Backlund (ur. 14 sierpnia 1949 w Princeton) – amerykański wrestler. Był drugim najdłużej panującym głównym mistrzem WWWF i WWF. W 2013 został wprowadzony do galerii sławy WWE Hall of Fame.

## Młodość
Urodził się 14 sierpnia 1949 jako Robert Lee Backlund w mieście Princeton w stanie Minnesota. W młodości trenował zapasy i futbol. Studiował na North Dakota State University. Na uniwersytecie wygrał zawody zapaśnicze.

## Kariera wrestlerska

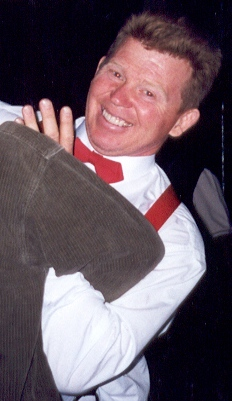
Bob Backlund prezentujący chwyt Cross Face Chicken Wing w 1998

Debiutował jako wrestler w 1973 w organizacji American Wrestling Association w Minneapolis. Jako swój finisher zaadaptował chwyt Cross Face Chicken Wing.
20 lutego 1978 w organizacji World Wide Wrestling Federation (WWWF), późniejszej World Wrestling Federation (WWF), pokonał Superstara Billy’ego Grahama w walce o główne mistrzostwo organizacji. W czasie swojego prawie sześcioletniego panowania mistrzowskiego bronił tytułu w walkach między innymi przeciwko Sgt. Slaughterowi, Gregowi Valentine, Antonio Inoki, Donowi Muraco i Jimmy’emu Snuce. Obronił też tytuł w walkach przeciwko zawodnikom innych organizacji, takim jak Harley Race i Ric Flair z National Wrestling Alliance oraz Nick Bockwinkel z American Wrestling Association.
30 listopada 1979 został pokonany przez Antonio Inokiego w walce o mistrzostwo WWWF Heavyweight. 1 grudnia, w walce rewanżowej, Backlund wygrał i odzyskał tytuł. Ponieważ w walce rewanżowej interweniował Tiger Jeet Singh, prezes WWWF w kayfabe, Hisashi Shinma, chciał zwrócić mistrzostwo Inokiemu, ale przegrany odmówił przyjęcia tytułu. Panowanie mistrzowskie Inokiego nie jest uznawane przez WWE (dawniej WWWF).
Jego panowanie zakończyło się w 1983 wraz z przegraną walką przeciwko The Iron Sheikowi, który więził mistrza w chwycie Camel Clutch, aż jego manager, Arnold Skaaland, rzucił ręcznik na ring, co oznaczało poddanie.
Niespodziewanie powrócił do WWF w 1992. Publiczność była mu jednak wówczas mniej przychylna. Po przegranej walce o główne mistrzostwo przeciwko Bretowi Hartowi Backlund zmienił styl. Przyjął pseudonim Mister Backlund, zaczął nosić muszkę oraz celowo drażnił widownię. 24 stycznia 1993 wziął udział w walce Royal Rumble. Wszedł jako drugi i wyeliminował Fatu oraz Ricka Martela, a sam został wyeliminowany jako dwudziesty ósmy przez Yokozunę.
22 stycznia 1994 ponownie wziął udział w głównej walce na Royal Rumble. Wszedł jako ósmy i został wyeliminowany jako siódmy przez Diesela. W tym samym roku wprowadził do WWE Hall of Fame swojego byłego managera, Arnolda Skaalanda, ale innego dnia zaatakował go oskarżając o przyczynienie się do utraty przez niego tytułu 10 lat wcześniej. Na gali Survivor Series odzyskał główne mistrzostwo w podobny sposób, w jaki stracił je 11 lat wcześniej. Uwięził ówczesnego mistrza, Breta Harta, na ponad osiem minut w chwycie Cross Face Chicken Wing i zmusił go do poddania się. Ręcznik sygnalizujący poddanie rzuciła na ring matka Breta Harta. Drugie panowanie Backlunda było krótkie – trwało trzy dni. Potem Backlund został pokonany w walce o mistrzostwo przez Disela.
W późniejszych latach w WWF brał udział w wątku fabularnym, zgodnie z którym miał kandydować na prezydenta w 1995, a następnie był managerem Kurta Angle.
22 stycznia 1995 ponownie wziął udział w głównej walce na Royal Rumble. Wszedł jako dwudziesty piąty i został wyeliminowany jako siedemnasty przez Lexa Lugera. Kolejny raz 21 stycznia 1996 wziął udział w głównej walce na Royal Rumble. Wszedł jako trzeci i został wyeliminowany jako trzeci przez Yokozunę. Ostatni raz wziął udział w głównej walce na Royal Rumble 23 stycznia 2000. Wszedł jako czternasty, pomógł wyeliminować Rikishiego i został wyeliminowany jako dziewiąty przez Chrisa Jericho.
Na emeryturę oficjalnie przeszedł w 2007.
W 2013 został wprowadzony przez Marię Menunos do galerii sławy WWE Hall of Fame.
Wytrenował wrestlera Paula Orndorffa.

## Inne media
W 2007 wystąpił w komedii In the Land of Merry Misfits w roli Brudera Chucka.

### Gry komputerowe
Przedstawiająca go grywalna postać pojawiła się w trzech grach o wrestlingu: Fire Pro Wrestling (GB, GBA, 2001), Legends Of Wrestling II (GC, Xbox, PS2, 2002), Showdown: Legends Of Wrestling (Xbox, PS2, 2004). W Fire Pro Wrestling odpowiadająca mu postać nazywała się Shamrock Moss McLand.

## Mistrzostwa i osiągnięcia

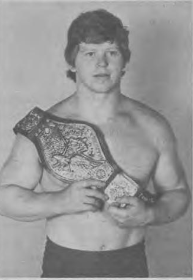
Bob Backlund w latach 70. XX wieku, trzymający WWWF Heavyweight Championship

- Championship Wrestling From Florida
  - NWA Florida Tag Team Championship (1 raz) – ze Steve’em Keirnem
- Georgia Championship Wrestling
  - NWA Georgia Tag Team Championship (1 raz) – z Jerrym Brisco
- St. Louis Wrestling Club
  - NWA Missouri Heavyweight Championship (1 raz)
- Western States Sports
  - NWA Western States Heavyweight Championship (1 raz)
- World Wide Wrestling Federation / World Wrestling Federation
  - WWWF Heavyweight / WWF Heavyweight Championship (2 razy)
  - WWF Tag Team Championship (1 raz) – z Pedro Moralesem
  - WWE Hall of Fame (2013)
- Wrestle Association R
  - WAR World Six Man Tag Team Championship (1 raz) – ze Scottem Putskim i The Warlordem[2]
- Professional Wrestling Hall of Fame and Museum
  - Wprowadzony w 2008[15]
- Pro Wrestling Illustrated
  - Debiutant roku (1976)
  - Najbardziej inspirujący zawodnik roku (1977, 1981)
  - Najbardziej znienawidzony zawodnik roku, najlepszy heel (1994)
  - Zawodnik roku (1980, 1982)
- Wrestling Observer Newsletter
  - Najlepsza walka w wrestlingu (w 1980 – z Kenem Paterą)
  - Najbardziej przeceniany wrestler (1983)
  - Najlepszy technicznie wrestler (1980)
  - Wrestling Observer Newsletter Hall of Fame (2004)[2]